# Sierra de Guadalupe (metropolitana di Madrid)
Sierra de Guadalupe è una stazione della linea 1 della metropolitana di Madrid.
La stazione è collegata alla stazione di Vallecas che serve le linee C2 e C7 delle Cercanías di Madrid. Entrambe le stazioni si trovano all'incrocio tra l'Avenida de la Democracia e la Calle Jesús del Pino, nella parte nord del centro storico di Vallecas.

## Storia
La stazione è stata inaugurata il 4 marzo 1999.

## Accessi
Ingresso Renfe
- Avenida de la Democracia Avenida de la Democracia, 1
- Renfe Ingresso Renfe aperto dalle 6:00 alle 00:30
- Ascensore: Avenida de la Democracia, 3
- Sierra de Guadalupe Stazione Renfe

Ingresso Universidad aperto dalle 6:00 alle 21:40, temporaneamente chiuso
- Avenida de la Democracia-Arboleda Avenida de la Democracia, 4